# Al-Hurrijja (Dajr az-Zaur)
Al-Hurrijja – wieś w Syrii, w muhafazie Dajr az-Zaur. W 2004 roku liczyła 348 mieszkańców.